# SN 2012ay
SN 2012ay – supernowa typu Ia, odkryta 24 lutego 2012 roku w galaktyce A094325-0653. W momencie odkrycia, miała maksymalną jasność 18,1m.